# Tuổi mới lớn mộng mơ
Eiga Chūnibyō demo Koi ga Shitai! - Take on Me- (Nhật: 映画 中二病でも恋がしたい！ -Take On Me- Hepburn: Eiga Chūnibyō demo Koi ga Shitai! -Teiku on mī-, Phim điện ảnh: Dù Chūnibyō nhưng vẫn muốn yêu! -Đưa em đi- ) là một anime movie dựa trên light novel Chūnibyō demo Koi ga Shitai! của tác giả Torako. Bộ phim do Ishihara Tatsuya đạo diễn với phần hoạt hình do hãng phim Kyoto Animation đảm nhiệm. Phim ra mắt tại Nhật Bản vào ngày 6 tháng 1 năm 2018, sau đó phim được cấp phép phát hành tại Bắc Mỹ bởi Sentai Filmworks và tại vùng Australasia bởi Madman Entertainment.
Tại Việt Nam, phim được đặt tựa đề là Tuổi mới lớn mộng mơ và từng được dự kiến công chiếu vào ngày 4 tháng 5 năm 2018, tuy nhiên lại phải chịu quyết định cấm chiếu chỉ hai ngày trước khi chính thức ra rạp mà không rõ nguyên nhân.

## Nội dung
Takanashi Rikka là một nữ sinh năm 2 cao trung bị hội chứng Chūnibyō. Vì một sự nhầm lẫn mà cô mất đi căn hộ mình ở nên phải ở nhờ nhà Togashi Yuuta, bạn trai cùng lớp cho đến khi tìm được căn hộ mới cho cô. Sắp sang năm cuối và Rikka muốn thi để vào chung trường Đại học với Yuuta nhưng kết quả học tập của cô không được tốt nên cả kì nghỉ xuân cô phải ôn lại bài với Yuuta để đủ điểm lên lớp. Trong kì nghỉ xuân và gần năm học mới, Rikka nhận được thông báo cô phải đến Italy cùng với chị của mình là Toka. Vì không muốn Rikka bị bắt sang Ý, những người bạn quyết định giúp sức cho họ "đi trốn" khắp vùng nước Nhật cho đến khi chị Toka từ bỏ ý định. Từ đây chuyến du hành khắp Nhật Bản của họ chính thức bắt đầu.
Trong lúc họ đi trốn, hội bạn thông báo cho chị Toka và muốn kế hoạch thành công tốt đẹp. Nhưng Toka đã biết ý đồ của họ và đe dọa Nibutani và Dekomori nếu không tìm được cặp đôi thì sẽ tung tai tiếng của họ lên Internet. Cả hai người phải dò theo tín hiệu điện thoại của Rikka và tìm được họ ở đài quan sát chọc trời tại Kobe. Nhưng Shichimiya đã phát hiện ra điều đó và kịp cảnh báo cho Yuuta và Rikka. Hai người kịp thời thoát khỏi vòng vây bắt của Dekomori và nhanh chóng thẳng tiến tới thành phố Kyoto.
Tình yêu giữa Rikka và Yuuta bắt đầu từ lễ hội trường năm ngoái. Nhờ hội chứng chũnibyõ mà cả hai mới hiểu nhau hơn. Thế nhưng, theo thời gian, hội chứng của Rikka càng giảm bớt và đó là điều đáng mừng đối với gia đình và bạn bè. Trong suốt cuộc hành trình, Rikka luôn băn khoăn rằng tình cảm giữa cô và Yuuta có còn như trước khi cô không còn bị hội chứng.
Trên đường đến Kyoto, Rikka và Yuuta dừng chân tại một quán ăn gia đình thì Yuuta gặp Toka. Cậu trình bày tình hình hiện tại của Rikka và mong muốn tương lai ở bên cô ấy. Chị Toka giao kèo với hai người nếu bị bắt lần hai sẽ không nhượng bộ. Hai người đi xe du lịch hướng tới Kyoto ngay trong đêm.
Cuộc hành trình đã kéo dài hơn 1 ngày và cả hai đã tới Kyoto. Hiếm khi có dịp đi chơi, Yuuta và Rikka dạo chơi vòng quanh Kyoto. Yuuta nhận thấy ví tiền của cả hai người ngày càng eo hẹp. Nhưng Rikka vẫn tự tiện mua những món đồ mình thích như bảo ngọc,... Trong khi đi, Yuuta mua chiếc nhẫn hình con bướm bằng kim loại như một chứng nhận cho tình yêu giữa Rikka và Yuuta. Sau một hồi dạo quanh Kyoto, cả hai không biết sẽ tiếp tục đi đâu vì tiền ngày càng eo hẹp. Bất chợt Yuuta muốn cả hai sẽ đến Hokkaido, nơi làm việc và sinh sống của mẹ Rikka. Cậu nghĩ bà sẽ thuyết phục được Toka và cậu cũng có chuyện muốn nói với bà về tương lai của hai người. Rikka và Yuuta đi máy bay đến Hokkaido vào sáng hôm sau.
Cùng lúc đó, chị Toka thông báo cho Nibutani và Dekomori đi tìm hai người ở sân bay. Cả hai phục kích ở cửa hải quan và chờ lúc Rikka và Yuuta xuất hiện. Yuuta phát hiện ra Nibutani, cậu nghĩ kế đuổi cô ra khỏi chỗ đứng vì đó là cổng dẫn đến máy bay đi Hokkaido. Kế hoạch thành công và cả hai đã kịp lên máy bay rời khỏi Kyoto.
Tại phi trường Hokkaido, Yuuta tiết lộ ý định về tương lai của hai đứa với Rikka. Cậu trao chiếc nhẫn cho cô như lời thề nguyện sẽ thực hiện được. Yuuta và Rikka rảo bước khắp phố phường tìm nhà của mẹ Rikka nhưng nhận được tin bà đang làm ở bệnh viện vùng lân cận. Sau nhiều ngày không bật sóng điện thoại, cô quyết định gọi cho mẹ để thông báo tình hình. Cả hai hẹn sẽ đến chỗ bà vào sáng hôm sau. Ngay trong đêm thứ ba, Yuuta và Rikka đi tàu hỏa trong khi Nibutani và Dekomori đuổi theo họ tại Hokkaido. Khi tàu dừng ga tạm thời, Rikka gọi Shichimiya xin ý kiến về việc có nên tiến tới trong tình cảm giữa hai người. Shichimiya nói rằng quyết định nằm ở chính Rikka khi cô muốn ở bên Yuuta hay không thay đổi. Chị Toka cũng phát hiện ra ý định của hai người và gọi cho Rikka. Cô luôn ủng hộ 2 đứa nhưng tương lai do họ tự quyết định.
Trời sáng, đến nơi thì Yuuta không thấy Rikka ở buồng tàu và chiếc nhẫn vẫn còn trong hộp. Cẫu cố gắng vội vã tìm kiếm cô khắp phố phường. Khi gặp mẹ Rikka, cậu liền dập đầu tạ tội vì đã vô trách nhiệm để lạc mất Rikka. Mẹ Rikka giải thích con bé đã tới chỗ mình và nói ý định vế tương lai. Bà hoàn toàn ủng hộ hai người.
Trong khi đó, Shichimiya và Kumin đã tới đó và tìm Rikka để giải thích cô có nên thay đổi hay không thay đổi, tình cảm giữa hai người sẽ thế nào tùy thuộc vào cô. Nibutani và Dekomori cũng tới, hội bạn tiếp thêm dũng khí cho Rikka. Yuuta tìm kiếm Rikka và hội bạn đã góp tiền mua hai vé đi du thuyền vào ban đêm để cặp đôi quyết định mọi chuyện.
Trong ban đêm trời đẹp, cả hai người đứng ở lan can đôi tàu. Rikka luôn băn khoăn khi cô hết bị hội chứng liệu Yuuta còn yêu cô. Yuuta luôn lo lắng khi cô ở một mình thì ai chăm sóc. Hai người đã thề rằng sẽ ở bên nhau dù mọi sự có thay đổi hay không. Yuuta đeo nhẫn cho Rikka và trao nụ hôn cho cô như một lời hứa sẽ ở bên nhau suốt đời.
Sau tất cả, ý định đưa Rikka sang Italy là muốn cô dự đám cưới chị Toka. Mọi người tề tựu đông đủ và chúc phúc cho đôi vợ chồng. Kết phim là hình ảnh mọi người há hốc miệng và nhìn Rikka bay người bắt lấy bó hoa được tung từ chị mình trước khi rớt xuống bể bơi.

## Lồng tiếng
Dàn diễn viên lồng tiếng của hai phần phim anime truyền hình trước đó đều tham gia lồng tiếng trong phim.
| Nhân vật          | Diễn viên        |
| ----------------- | ---------------- |
| Togashi Yūta      | Fukuyama Jun     |
| Takanashi Rikka   | Uchida Maaya     |
| Nibutani Shinka   | Akasaki Chinatsu |
| Tsuyuri Kumin     | Asakura Azumi    |
| Dekomori Sanae    | Uesaka Sumire    |
| Shichimiya Satone | Nagatsuma Juri   |
| Isshiki Makoto    | Hoshi Sōichirō   |
| Takanashi Toka    | Sendai Eri       |
| Togashi Kuzuha    | Fukuhara Kaori   |
| Tsukumo Nanase    | Inoue Kikuko     |
| Mẹ Rikka          | Iwao Junko       |

## Sản xuất
Sau thành công của bản anime truyền hình cũng như light novel được độc giả đón nhận, Kyoto Animation xác nhận việc thực hiện phim điện ảnh cho Chūnibyō demo Koi ga Shitai! vào ngày 19 tháng 5 năm 2017. Hầu hết đội ngũ làm phim cho hai phần anime truyền hình đều tiếp tục tham gia thực hiện bộ phim này, với Ishihara Tatsuya trở lại đảm nhiệm vai trò đạo diễn. Hanada Jukki tiếp tục đảm nhiệm vị trí biên kịch dựa trên nguyên tác gốc của tác giả Torako. Nhà thiết kế nhân vật Ikeda Kazumi cũng trở lại, cùng với nhà soạn nhạc Nijine tham gia thực hiện phần âm nhạc cho phim. Ca sĩ ZAQ trình bày bài hát chủ đề của bộ phim, mang tên "Journey". Shinohara Mutsuo là chỉ đạo nghệ thuật của bộ phim, trong khi đó Ura Akihiro là đạo diễn hình ảnh, còn Tsuruoka Yota là chỉ đạo âm thanh. Yamamoto Rin đảm nhiệm khâu đồ họa 3D cho bộ phim, còn Takeda Akiyo là nhà thiết kế màu sắc. Takahashi Hiroyuki tham gia ở khâu dựng phim. Hãng Shochiku là nhà phân phối phim tại Nhật Bản.

## Phát hành
Tuổi mới lớn mộng mơ được công chiếu tại Nhật Bản vào ngày 6 tháng 1 năm 2018. Phim được phát hành dưới định dạng Blu-ray và DVD vào ngày 18 tháng 7 năm 2018 tại Nhật Bản. Ngày 16 tháng 4 năm 2018, Sentai Filmworks xác nhận việc nắm giữ bản quyền phát hành của bộ phim. Nhờ đó, phim được ra mắt tại các rạp chiếu ở Mỹ vào ngày 21 tháng 9 năm 2018, trong khuôn khổ Liên hoan phim anime Los Angeles. Phim được phát hành dưới các định dạng tại gia ở Mỹ vào ngày 20 tháng 11 năm 2018. Tại Úc và New Zealand, Madman Entertainment cho ra mắt bộ phim tại Liên hoan phim anime Madman vào ngày 2 tháng 6 năm 2018.
Tại Việt Nam, phim được dự kiến công chiếu vào ngày 4 tháng 5 năm 2018, tuy nhiên vào ngày 2 tháng 5 năm 2018 phim lại phải chịu quyết định cấm chiếu chỉ hai ngày trước khi chính thức ra rạp mà không rõ nguyên nhân.

## Đón nhận
Phim ra mắt ở vị trí thứ 6 trên bảng xếp hạng doanh thu phòng vé tuần của Nhật, với doanh thu 70,4 triệu JPY. Phim rớt xuống hạng 9 trong dịp cuối tuần thứ hai, với 41,5 triệu JPY thu về, trước khi ra khỏi top 10 trong dịp cuối tuần thứ ba với doanh thu 22,5 triệu JPY. Tổng cộng, phim thu về 193,5 triệu JPY, tức 1,74 triệu USD.